# Cheyenne Webster
Cheyenne Sarah Webster (25 de noviembre de 1998) es una deportista estadounidense que compite en gimnasia en la modalidad de trampolín. Ganó tres medallas en el Campeonato Mundial de Gimnasia en Trampolín, en los años 2022 y 2023.

## Palmarés internacional
| Campeonato Mundial | Campeonato Mundial       | Campeonato Mundial | Campeonato Mundial |
| Año                | Lugar                    | Medalla            | Prueba             |
| ------------------ | ------------------------ | ------------------ | ------------------ |
| 2022               | Sofía (Bulgaria)         | Medalla de plata   | Equipo mixto       |
| 2023               | Birmingham (Reino Unido) | Medalla de oro     | Sincronizado       |
| 2023               | Birmingham (Reino Unido) | Medalla de oro     | Equipo mixto       |